# North Western of Uruguay Railway

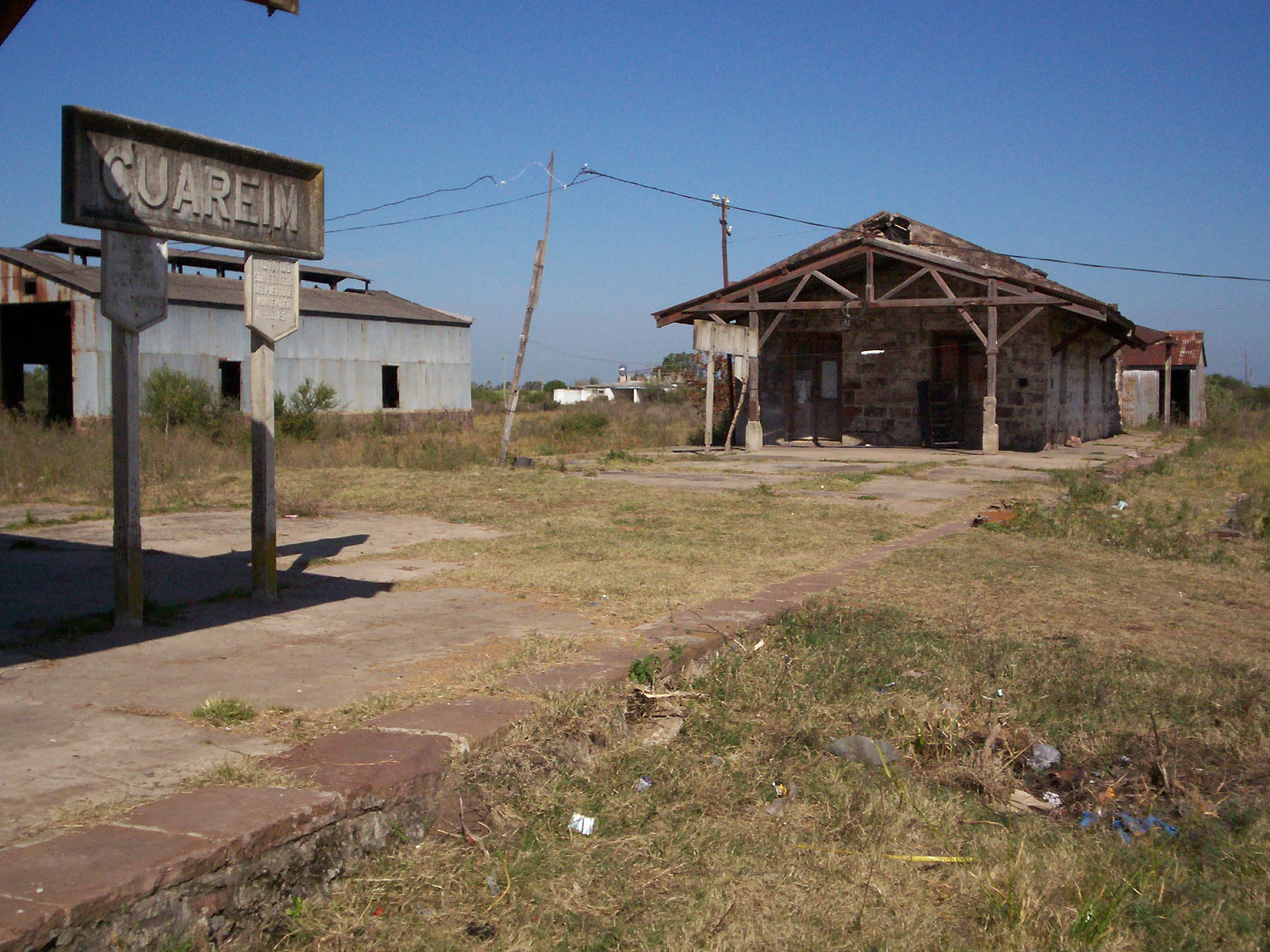
Ehemaliger Bahnhof in Cuareim

Die North Western of Uruguay Railway (spanisch: Ferrocarril Noroeste del Uruguay) war eine britische Eisenbahngesellschaft mit Sitz in London, die in Uruguay von 1887 bis 1949 eine Eisenbahnstrecke im Nordwesten des Landes betrieb.

## Geschichte

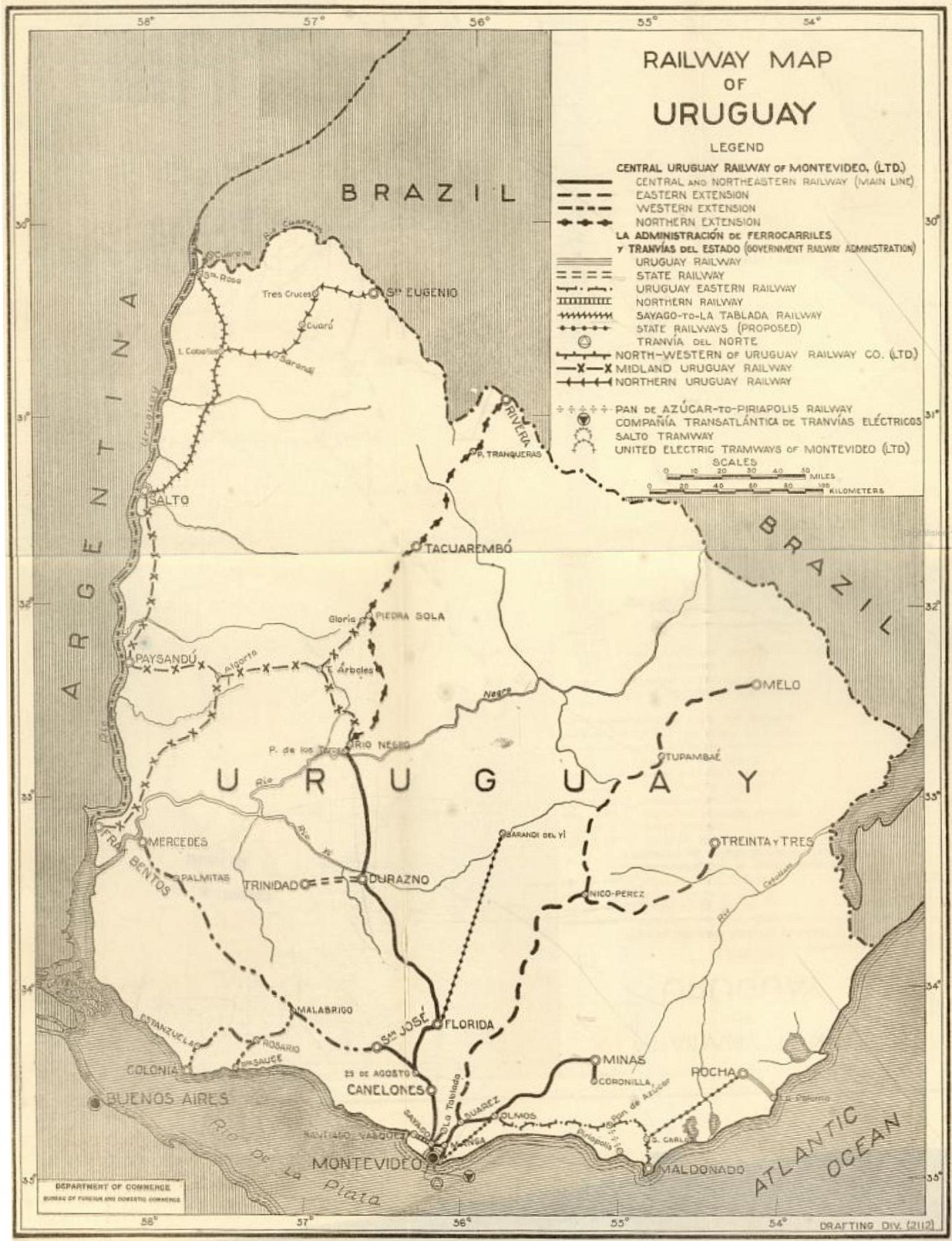
Streckennetz 1927

Die North Western of Uruguay Railway Company wurde am 3. Mai 1882 in London gegründet und erwarb die Konzession zum Bau und Betrieb einer Eisenbahnstrecke ausgehend vom Endbahnhof der Midland Uruguay Railway in Salto nördlich über Isla Cabellos bis nach Cuareim an der brasilianischen Grenze. Die 178 km lange Strecke in der Regelspurweite wurde am 20. April 1887 eröffnet. Ab 1890 gab es in Isla Cabellos Anschluss an die Uruguay Northern Railway.
Ab 1912 besaß die US-amerikanische Uruguay Railway Company eine Mehrheitsbeteiligung an der Gesellschaft, die sie aber 1919 aufgrund wirtschaftlicher Probleme an die Central Uruguay Railway verkaufte, sodass diese nun einen Großteil des Schienenverkehrs in Uruguay kontrollierte.
Die Gesellschaft war Mitte 1925 im Besitz von 17 Dampflokomotiven aus britischer Fertigung, 15 Personenwagen und 288 Güterwagen. 1936 verfügte die Gesellschaft noch über 16 Lokomotiven, 9 Personenwagen und 268 Güterwagen.
Im Rahmen der von der Regierung unter Luis Batlle Berres 1948 beschlossenen Verstaatlichung aller privaten Eisenbahngesellschaften kam das Unternehmen Anfang 1949 unter staatliche Kontrolle und ging am 19. September 1952 in der neuen staatlichen Eisenbahngesellschaft Administración de Ferrocarriles del Estado auf. Die Bahnstrecke ist seit 1991 stillgelegt.

## Quarahim International Bridge Company

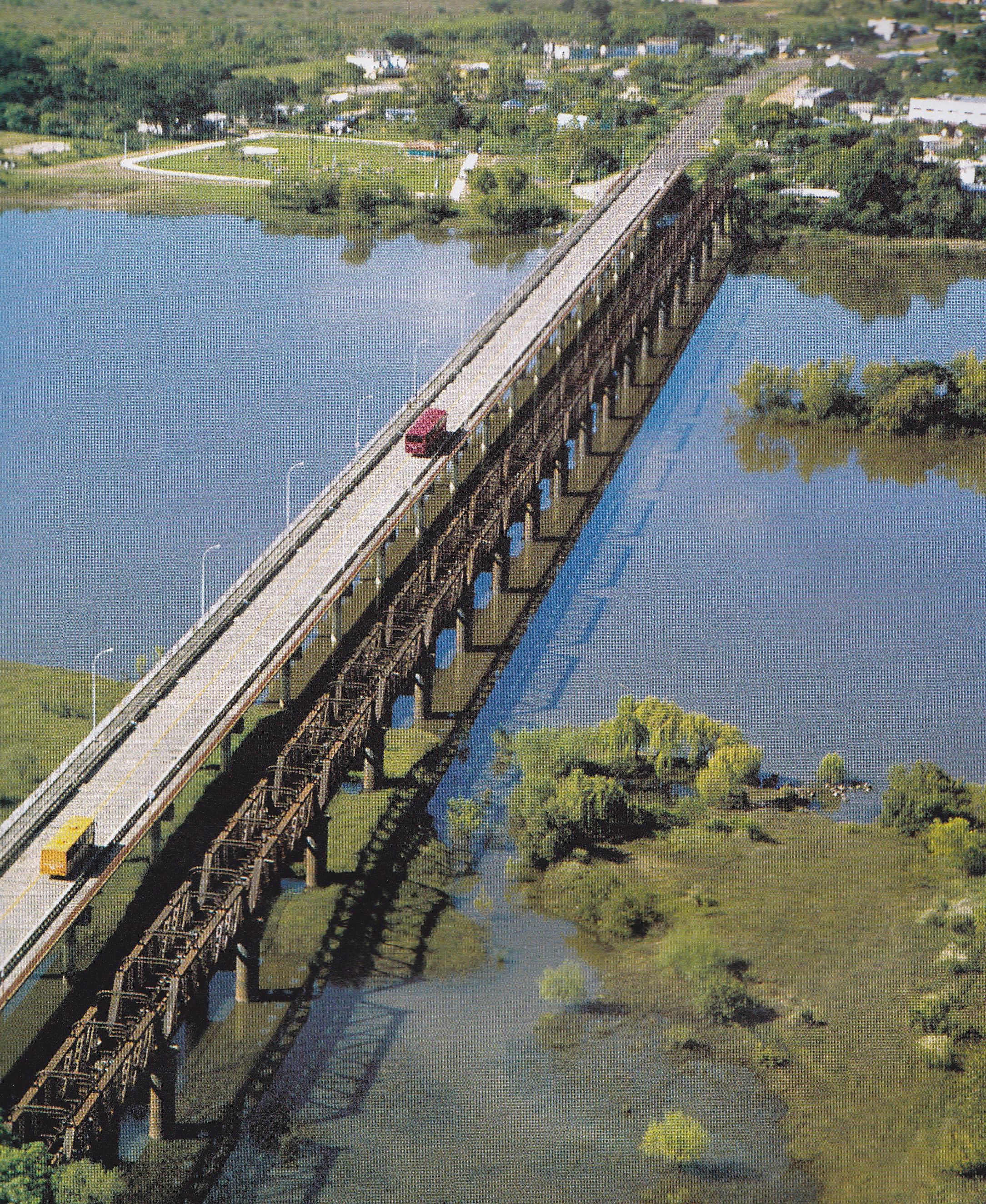
Neben der alten eisernen Eisenbahnbrücke gibt es seit 1976 eine Straßenbrücke

1911 gründeten die North Western of Uruguay Railway und die Brazil Great Southern Railway (BGS) eine gemeinsame Gesellschaft zum Bau und Betrieb einer Brücke über den Grenzfluss Río Cuareim. Die 640 m lange internationale Brücke wurde am 3. Juni 1915 eröffnet. Nun konnten die Züge bis zum Endbahnhof der BGS in Barra do Quaraí in Brasilien fahren. Zum 1. Januar 1988 wurde der Eisenbahnverkehr über die Brücke eingestellt.